# Akhil Bharatiya Lok Tantrik Congress
Akhil Bharatiya Lok Tantrik Congress (Allindiska Demokratiska Kongressen) är ett indiskt politiskt parti, ingående i valalliansen National Democratic Alliance, och följaktligen regeringsparti på federal nivå åren 1999–2004.